# Huracán Isabel
El huracán Isabel fue el huracán más costoso, mortífero y fuerte en la temporada de huracanes del Atlántico de 2003. La novena tormenta nombrada, quinto huracán y segundo gran huracán de la temporada, Isabel se formó cerca de las islas de Cabo Verde a partir de una onda tropical el 6 de septiembre de 2003 en el océano Atlántico tropical. Se movió hacia el noroeste, y dentro de un ambiente de ligera cizalladura del viento y aguas cálidas, se fortaleció constantemente para alcanzar vientos máximos de 165 mph (265 km/h) el 11 de septiembre. Después de fluctuar en intensidad durante cuatro días, durante los cuales Isabel mostró características anulares, Isabel se debilitó gradualmente y tocó tierra en los Outer Banks de Carolina del Norte, con vientos de 105 mph (165 km/h) el 18 de septiembre. Isabel rápidamente se debilitó y se convirtió en un ciclón extratropical sobre el oeste de Pensilvania al día siguiente. El 20 de septiembre, los remanentes extratropicales de Isabel fueron absorbidos por otro sistema sobre el este de Canadá.
En Carolina del Norte, la marejada ciclónica de Isabel arrasó una porción de la Hatteras para formar lo que se conocía extraoficialmente como Isabel Inlet. El daño fue mayor a lo largo de los Outer Banks, donde miles de viviendas fueron dañadas o incluso destruidas. El peor de los efectos de Isabel ocurrió en Virginia, especialmente en el área de Hampton Roads y a lo largo de las orillas de ríos tan al oeste y al norte como Richmond y Washington D. C. Virginia informó la mayor cantidad de muertes y daños por el huracán. Alrededor del 64 % del daño y el 69 % de las muertes ocurrieron en Carolina del Norte y Virginia. El servicio eléctrico se interrumpió en áreas de Virginia durante varios días, algunas áreas rurales más estuvieron sin electricidad durante semanas y las inundaciones locales causaron daños de miles de dólares.
El daño moderado a severo se extendió por la costa atlántica y tan tierra adentro como Virginia Occidental. Aproximadamente seis millones de personas quedaron sin servicio eléctrico en el este de los Estados Unidos por los fuertes vientos de Isabel. Las precipitaciones de la tormenta se extendieron desde Carolina del Sur hasta Maine y hacia el oeste hasta Míchigan. A lo largo de la trayectoria de Isabel, el daño totalizó aproximadamente $ 5,5 mil millones (2003, USD). 16 fallecimientos en siete estados de los Estados Unidos estuvieron directamente relacionadas con el huracán, con 34 muertes en seis estados y una provincia canadiense indirectamente relacionada con el huracán.

## Historia meteorológica

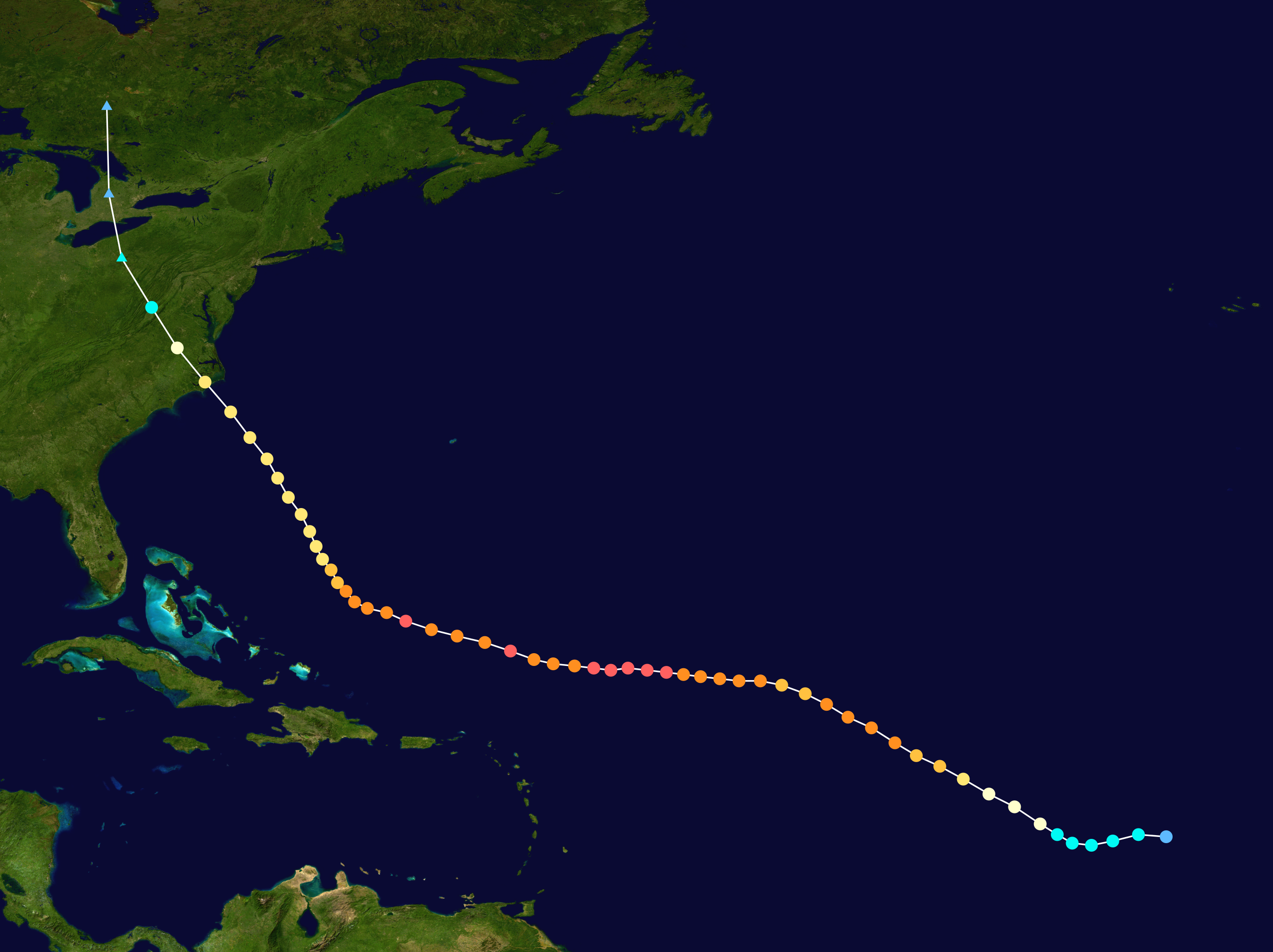
Mapa que traza la trayectoria y la intensidad de la tormenta, de acuerdo con la escala de huracanes de Saffir-Simpson

Una onda tropical se movió de la costa occidental de África el 1 de septiembre de 2003. Un área de baja presión asociada con la onda se movía lentamente hacia el oeste, y su convección inicialmente parecía estar mejor organizada. El 3 de septiembre, cuando pasó al sur de las islas de Cabo Verde, la organización dentro del sistema se deterioró, a través de la convección aumentó al día siguiente. El sistema se organizó gradualmente y las clasificaciones de Dvorak comenzaron temprano el 5 de septiembre. Sobre la base del desarrollo de una circulación de superficie cerrada, se estima que el sistema se convirtió en depresión tropical trece a comienzos del 6 de septiembre. Horas más tarde se intensificó en la tormenta tropical que fue asignada Isabel, aunque operacionalmente, el Centro Nacional de Huracanes no comenzó a emitir avisos hasta 13 horas después de su primer desarrollo.
Ubicada dentro de un área de ligera cizalladura del viento y aguas cálidas, Isabel se organizó gradualmente como bandas curvas desarrolladas alrededor de un área circular de convección profunda cerca del centro. Se fortaleció de manera constante a medida que se movía hacia el oesnoroeste, e Isabel se fortaleció a un huracán el 7 de septiembre posterior al desarrollo de un ojo grande, rasgado, ubicado cerca de la convección más profunda. El ojo, el patrón general de convección y el flujo de salida mejoraron constantemente en la organización, y la convección profunda rodeó rápidamente el ojo de 40 millas (60 km) de ancho. Isabel se intensificó el 8 de septiembre para alcanzar un estado de huracán mayor mientras se encontraba a 1300 millas (2100 km) al estenoreste de Barbuda. El 9 de septiembre, Isabel alcanzó una intensidad máxima inicial de 135 mph (215 km/h) durante alrededor de 24 horas, un huracán mínimo de categoría 4 en la escala de huracanes de Saffir-Simpson.

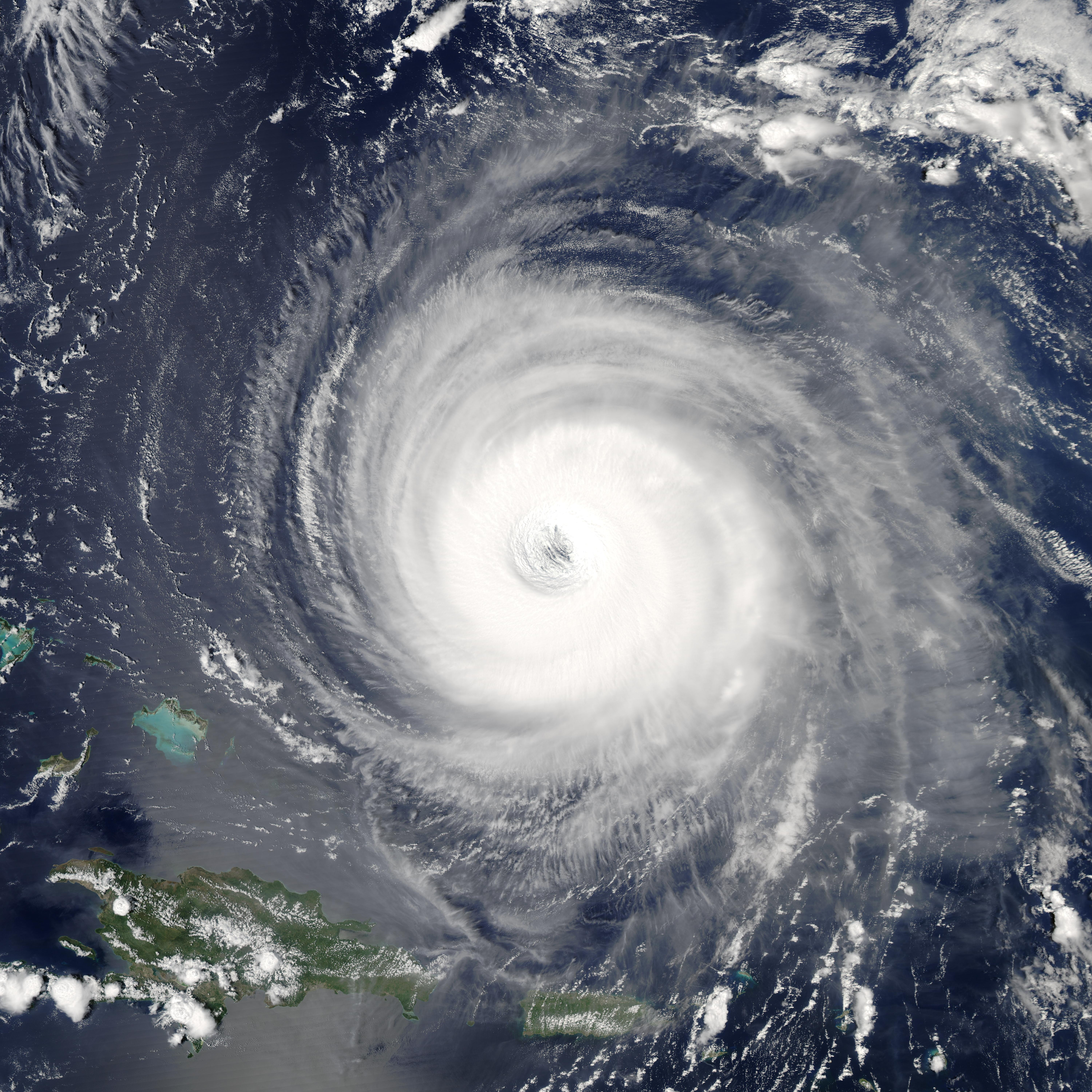
El huracán Isabel mostrando características anulares el 14 de septiembre de 2003, como un poderoso huracán de categoría 5

A principios del 10 de septiembre, la pared del ojo se volvió menos definida, la convección cerca del ojo se erosionó y la salida del noreste se redujo ligeramente. Como resultado, Isabel se debilitó ligeramente a un huracán categoría 3. El huracán se volvió más hacia el oeste debido a la influencia de alta cresta entre Bermuda-Azores. Más tarde, el 10 de septiembre, Isabel volvió a fortalecerse con un huracán categoría 4 luego de que la convección se profundizara cerca de la cada vez más organizada pared del ojo. El huracán continuó intensificándose e Isabel alcanzó su intensidad máxima de 165 mph (270 km/h) el 11 de septiembre, un huracán de categoría 5 en la escala de huracanes de Saffir-Simpson. Debido a un ciclo de reemplazo de la pared del ojo, Isabel se debilitó ligeramente, aunque retuvo como huracán categoría 5 durante 24 horas. Cuando Isabel se sometió a otro ciclo de reemplazo de la pared del ojo, el flujo de salida se deterioró en apariencia y la convección alrededor del ojo se debilitó, y temprano el 13 de septiembre, Isabel se debilitó a un fuerte huracán categoría 4. Una debilidad en la cresta al norte permitió que el huracán girara hacia el oesnoroeste. Después de completar el ciclo de reemplazo, el gran ojo de 40 millas (65 km) de ancho del huracán se definió mejor, y a última hora del 13 de septiembre, Isabel volvió a regresar como un huracán categoría 5. Durante este tiempo, Isabel alcanzó características anulares, adquiriendo una forma muy simétrica y luciendo un ojo ancho.
Una aeronave de reconocimiento de cazador de huracanes de la Administración Nacional Oceánica y Atmosférica que volaba hacia el huracán lanzó una sonda que midió una velocidad instantánea del viento de 233 mph (375 km/h), la velocidad de viento instantánea más fuerte registrada en un huracán en el Océano Atlántico. Las nubes se calentaron de nuevo poco después, e Isabel se debilitó a un fuerte huracán categoría 4 temprano el 14 de septiembre. Más tarde ese día, se reorganizó y, por tercera vez, Isabel alcanzó de nuevo como huracán categoría 5 mientras se encontraba a 650 km al norte de San Juan, Puerto Rico. Las nubes alrededor del centro volvieron a calentarse temprano el 15 de septiembre e Isabel se debilitó a un huracán categoría 4. Más tarde ese día, el núcleo interno de la convección profunda comenzó a deteriorarse, mientras que el ojo se descompuso en apariencia. Como una cresta en su noroeste se construyó hacia el sureste, resultó en una desaceleración de Isabel al girar hacia el nornoroeste. El aumento de la cizalladura vertical del viento contribuyó a debilitar aún más el huracán, e Isabel se debilitó a un huracán categoría 2 el 16 de septiembre de 2003, mientras que se encuentra a 645 millas (1035 km) al sureste de Cabo Hatteras, Carolina del Norte. La convección se mantuvo mínima, a través de la excelente organización de flujo de salida, e Isabel permaneció como huracán categoría 2 durante dos días, hasta que tocó tierra entre Cape Lookout y la isla de Ocracoke el 18 de septiembre, con vientos de 105 mph (165 km/h). El sistema se debilitó después de que tocó tierra, aunque debido a su rápido movimiento, Isabel permaneció como huracán hasta que llegó al oeste de Virginia, a principios del 19 de septiembre. Después de pasar por Virginia Occidental como una tormenta tropical, Isabel se volvió en un ciclón extratropical sobre el oeste de Pensilvania, cerca de Pittsburgh. El sistema continuó girando hacia el norte y cruzó el lago Erie hacia Canadá. Temprano el 20 de septiembre, el remanente extratropical de Isabel fue absorbido por una tormenta extratropical más grande, sobre el distrito Cochrane de Ontario.

## Preparaciones

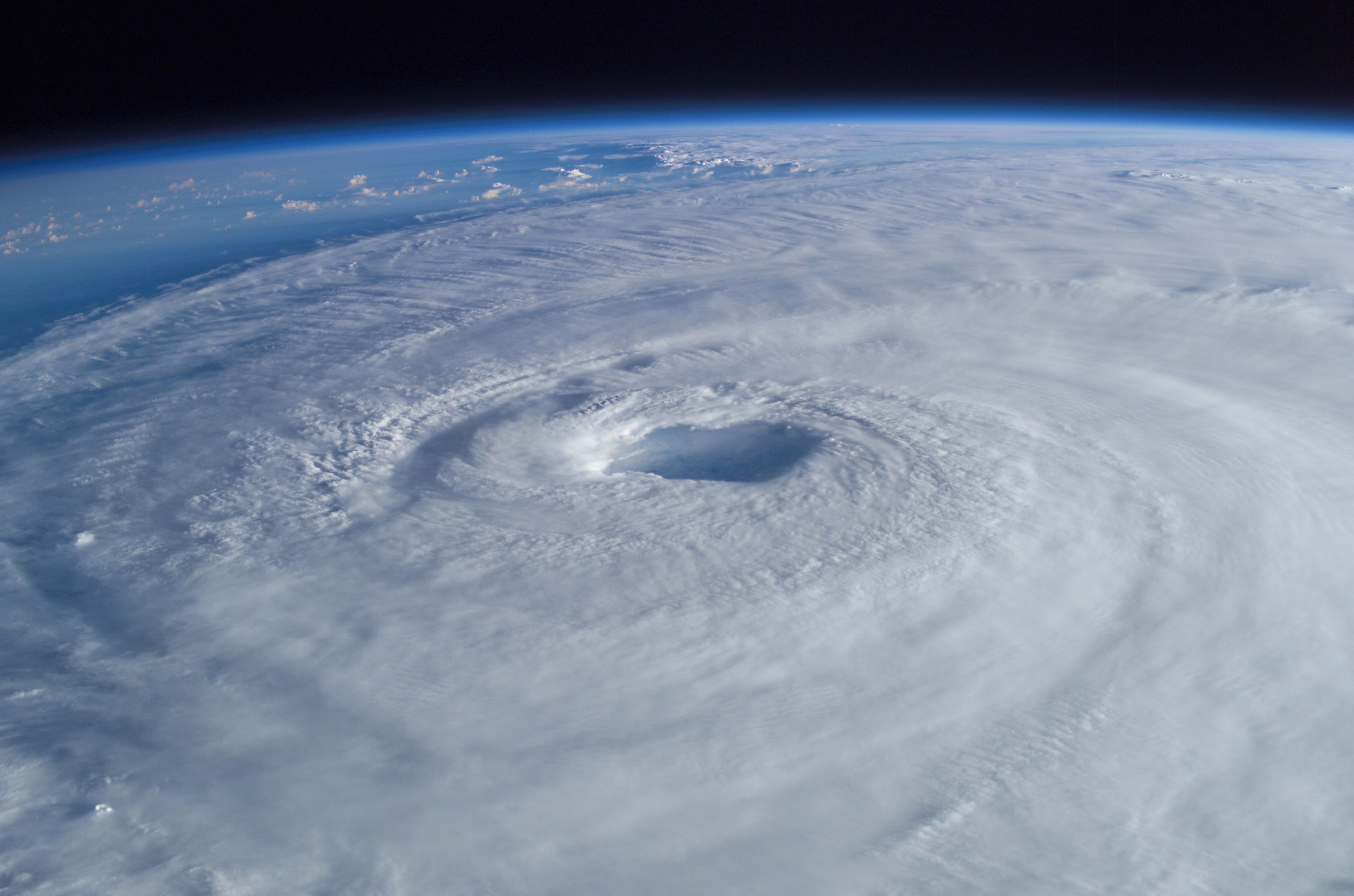
El huracán Isabel visto desde la Estación Espacial Internacional

50 horas antes de que Isabel tocara tierra, el Centro Nacional de Huracanes emitió una vigilancia de huracán desde Little River, Carolina del Sur hasta Chincoteague, Virginia, incluyendo las Sondas de Pamlico, la de Albermale y la bahía Chesapeake. El Centro Nacional de Huracanes también emitió una vigilancia de tormenta tropical desde el sur de Little River, Carolina del Sur hasta la desembocadura del río Santee, y desde Chincoteague, Virginia hasta la ensenada de Little Egg, Nueva Jersey. Las alertas de huracán y de tormenta tropical se emitieron gradualmente en porciones de la Costa este de los EE. UU. Cuando Isabel tocó tierra, existía una alerta de tormenta tropical desde Chincoteague, Virginia hasta la isla Fire, Nueva York y desde la desembocadura del río Santee, Carolina del Sur hasta el Cabo Fear, Carolina del Norte. Una alerta de huracán existía desde Chincoteague, Virginia hasta el Cabo Fear, Carolina del Norte. Los pronósticos de la llegada a tierra de Isabel fueron muy acertados, el margen de error promedio es de 58 km y el pronóstico de Isabel tuvo un margen de error de solo 29 km.
Los oficiales declararon evacuación obligatoria en 24 condados de Carolina del Norte, Virginia y Maryland, aunque en general no muchos evacuaron. Según un estudio realizado por el Departamento de Comercio de los Estados Unidos, el porcentaje de evacuación fue el siguiente: 45 % en las Outer Banks, 23 % en la Sonda de Pamlico, 23 % en Virginia y un 15 % en Maryland. La amenaza de Isabel resultó en una evacuación de cientos de miles de personas, más que nada en Carolina del Norte y Virginia e incluyó más de 12 000 personas que permanecieron en refugios de emergencia.
19 aeropuertos mayores en la Costa Este cerraron, más de 1500 vuelos fueron cancelados. El Metro de Washington y el sistema de Buses de Washington cerraron antes de que Isabel tocara tierra, y Amtrak canceló todos los trenes al sur de la capital. Escuelas y negocios cerraron antes de la llegada de Isabel para tener más tiempo para prepararse; las tiendas de electrónicos y las tiendas para el hogar cerraron dado al riesgo de relámpagos; mientras, las personas se preparaban para el potencial daño de la tormenta. El gobierno federal cerró; excepto el personal de emergencia. La Marina de los Estados Unidos ordenó que se removieran 40 barcos y submarinos y docenas de aeronaves de bases navales en Norfolk, Virginia.

### Estados Unidos

#### Carolina del Norte

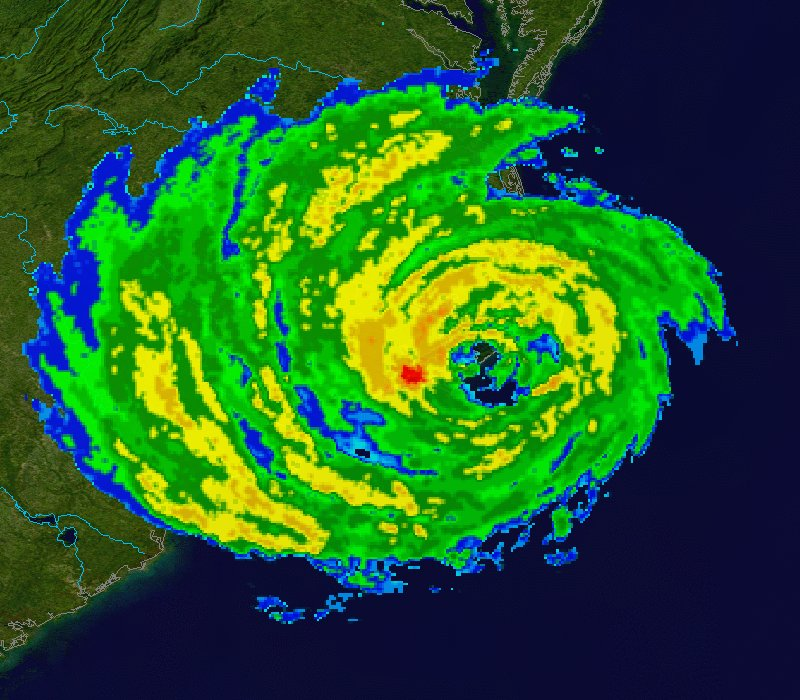
Imagen de radar de Isabel tocando tierra

Cuatro días antes de que Isabel tocara tierra, la mayoría de los modelos de computadoras predijeron que Isabel tocaría tierra entre Carolina del Norte y Nueva Jersey, y el Centro Nacional de Huracanes pronosticó constantemente una recalada en Carolina del Norte. Inicialmente, los pronosticadores predijeron una recalada en el noreste del estado, sin embargo, cuando el huracán se acercaba a la tierra, la posición prevista de aterrizaje estaba mucho más cerca de donde finalmente estaba. De tres días de anticipación, el error promedio de pronóstico de seguimiento para su recalada fue de solo 36 millas (58 km), y durante 48 horas de anticipación, el error promedio de seguimiento fue de 18 millas (29 km). La fuerte confianza en el desembarco final de Isabel hizo que el Centro Nacional de Huracanes emitiera una alerta de huracán para toda la costa de Carolina del Norte unas 50 horas antes de que Isabel golpeara a tocar tierra. 38 horas antes de que el huracán tocara tierra, el Centro Nacional de Huracanes actualizó la guardia a una advertencia de huracán para el área de aterrizaje. La Oficina de Pronóstico Meteorológico de Newport emitió una declaración de potencial de inundación dos días antes de tocar tierra, lo que indica una amenaza de inundación repentina. La oficina comenzó a prepararse para el huracán una semana antes de tocar tierra, y trajo personal adicional para ayudar con los deberes relacionados con los huracanes.
Las órdenes de evacuación comenzaron el 16 de septiembre, cuando los funcionarios emitieron una evacuación voluntaria para porciones de cuatro condados y un condado entero. Alrededor de 24 horas antes de tocar tierra, se ordenaron las evacuaciones obligatorias para ocho condados, todos, excepto uno, para todos los condados. Todos los condados costeros de Cape Fear hacia el norte estaban bajo una evacuación obligatoria. Una encuesta de 603 residentes en el noreste de Carolina del Norte indicó que el 57 % de los residentes a lo largo de los Outer Banks y el 77 % de los residentes en áreas proclives a tormentas del Pamlico Sound no evacuaron a pesar de estar bajo una evacuación obligatoria. Las dos razones principales indicadas para las decisiones de evacuación de los residentes fueron la fuerza y el seguimiento del huracán. Los medios y las declaraciones de los funcionarios fueron otras dos razones. El 70 % de las personas a lo largo de Outer Banks escucharon los avisos oficiales de evacuación, aunque solo el 30 % de los residentes cerca del Pamlico Sound escucharon los avisos. La mayoría de los encuestados que escucharon los avisos de evacuación abandonaron el área. Ninguno de los evacuados encuestados de los Outer Banks fue a un refugio público; El 60 % fue a un amigo o la casa de un pariente y el 24 % fue a un motel. Los evacuados en los Outer Banks generalmente se fueron a otra parte en Carolina del Norte o Virginia. Para los evacuados alrededor del Pamlico Sound, solo el 9 % se fue a un refugio público, mientras que el 75 % se fue a la casa de un amigo o pariente.
La mayoría cerca del Pamlico Sound permanecieron en su propio vecindario o condado. De los 19 condados de Carolina del Norte que emitieron órdenes de evacuación, la duración del proceso de evacuación varió entre 3 horas y 12 horas en el condado de Dare. Cinco condados reportaron grandes cantidades de tráfico, mientras que los problemas de tráfico incluyeron automóviles atascados a lo largo de las carreteras, señalización inadecuada de rutas y carreteras inundadas o dañadas. En la mañana de la llegada del huracán, se prepararon 65 refugios con una capacidad de 95 000 personas. La Cruz Roja Americana preparó 100 vehículos de alimentación en áreas de preparación, y desplegó dos cocinas móviles cada una con la capacidad de proporcionar 10 000 comidas por día. Además, cinco cocinas de la Convención Bautista del Sur estaban en espera, en total pudiendo proporcionar 20 000 comidas por día.

#### Delaware
El 16 de septiembre, 44 horas antes que el Huracán Isabel tocara tierra en Outer Banks, el National Hurricane Center (en español, Centro Nacional de Huracanes) envía una alerta temprana por la aproximación del huracán, siendo dirigida a todo el borde costero del estado de Delaware. El 17 de septiembre, 26 horas antes que Isabel tocara tierra, las observaciones de los expertos cambiaron desde una alerta temprana a una alerta inminente en la costa del estado, alertando de una tormenta tropical. Los especialistas predecían que esta tormenta podía convertirse en un huracán de categoría 5, analizando la posible trayectoria que seguiría el huracán, con 5 días de anticipación, encontrándose el huracán a 250 km (155 millas) de Lewes, Delaware, con una velocidad de 185 km/h (115 mph). Pasando el cono de la incertidumbre, las predicciones apuntaban que tocaría tierra en Carolina del Norte, pasado al oeste del estado.
La Gobernadora de Delaware, Ruth Ann Minner, declaró al estado en emergencia por la llegada del huracán. La declaración también incluyó el llamado de la Guardia Nacional de Delaware para asistir a los equipos de emergencia. La Gobernadora ordenó la evacuación de los residentes de 13 áreas en el condado de Sussex que se encontraban en amenaza por la escasa altitud en que se encontraban sus hogares. En total, 787 personas fueron evacuadas en todo el estado a siete refugios dispuestos por la Cruz Roja. Los oficiales de policía, tres días antes, recomendaron a los turistas retirarse de las áreas que potencialmente se verían afectadas cuando Isabel tocara tierra. Minner ordenó cerrar las escuelas el día en que Isabel tocara tierra y recomendó a los dueños de casas móviles evacuar y cerrar los negocios. La Universidad de Delaware cerró sus aulas. El ferry del Cabo May-Lewes fue cerrado con varios días de anticipación a la tormenta y el Departamento de Transportes planeó restringir el uso de las rutas.

## Impacto
| Región              | Muertes  | Muertes    | Daño (2003 USD) |
| Región              | Directas | Indirectas | Daño (2003 USD) |
| ------------------- | -------- | ---------- | --------------- |
| Florida             | 1        | 0          | 0               |
| Carolina del Norte  | 1        | 2          | $450 millones   |
| Virginia            | 10       | 22         | $1850 millones  |
| Virginia Occidental | 0        | 0          | $20 millones    |
| Washington D. C.    | 0        | 1          | $125 millones   |
| Maryland            | 1        | 6          | $820 millones   |
| Delaware            | 0        | 0          | $40 millones    |
| Pensilvania         | 0        | 2          | $160 millones   |
| Nueva Jersey        | 1        | 1          | $50 millones    |
| Nueva York          | 1        | 0          | $90 millones    |
| Rhode Island        | 1        | 0          | 0               |
| Ontario             | 0        | 1          | 0               |
| Total               | 16       | 35         | $3.600 millones |

Los fuertes vientos causados por Isabel se extendieron desde Carolina del Norte hasta Nueva Inglaterra y al oeste hasta Virginia Oriental. Los vientos, combinados con precipitaciones previas que habían humedecido el suelo, derribaron varios árboles y líneas de suministro eléctrico a su paso, dejando a unas 6 millones de personas sin electricidad. Las áreas costeras sufrieron de poderosas mareas, con áreas en Carolina del Norte y en el sudeste de Virginia que reportaron graves daños causados por altas mareas y fuertes vientos. Los daños totales causados por Isabel resultaron en 3600 millones de dólares (2003 USD) y en 51 muertes, 16 de ellas atribuidas directamente a Isabel.
Los gobernadores de Pensilvania, Virginia Occidental, Maryland, Nueva Jersey y Delaware declararon estado de emergencia. Isabel fue el primer huracán mayor que amenazó el Atlántico Medio de los Estados Unidos desde el huracán Floyd en septiembre de 1999. El peor daño que Isabel causó fueron las inundaciones que provocó, las cuales fueron las peores que Virginia había sufrido desde 1972 con el Huracán Agnes. Más de 60 millones de personas fueron afectadas en algún grado; este número es similar al número causado por el huracán Floyd, pero mayor al de cualquier huracán reciente.

### Estados Unidos

#### Carolina del Norte
El huracán Isabel produjo ráfagas de viento con fuerza de huracán en todo el este de Carolina del Norte. Los vientos derribaron cientos de árboles, dejando alrededor de 700 000 personas sin electricidad en todo el estado. Los daños del huracán totalizaron alrededor de $ 450 millones (2003 USD, $ 599 millones 2018 USD). Tres personas murieron en el estado, un trabajador de servicios públicos que intenta restaurar la electricidad y dos por árboles caídos.

###### Bancos externos

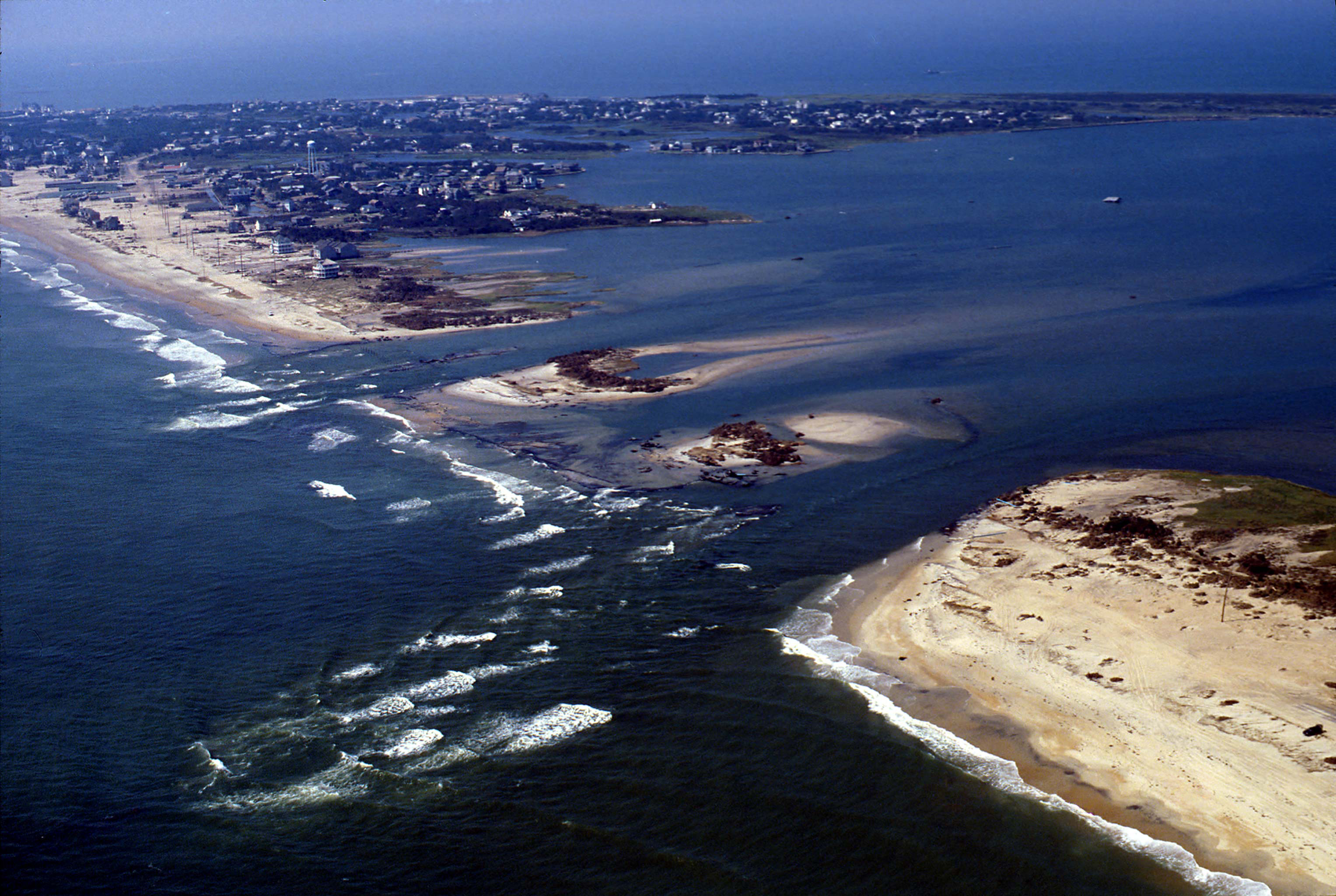
Daño a las Islas Barrera después del huracán Isabel (USGS)

El huracán Isabel comenzó a afectar a Carolina del Norte unas 15 horas antes de que llegara a tierra. Al tocar tierra a lo largo de los Outer Banks, el huracán produjo fuertes olas de 15 a 25 pies (4,5 a 6 m) de altura y una marea de tormenta de aproximadamente 6 a 8 pies (1,8 a 2,4 m). Waters alcanzó una altura de 7,15 pies (2,18 m) en Hatteras. Las mareas de tormenta a lo largo de la costa alcanzaron un máximo de 7,7 pies (2,3 m) en Cabo Hatteras, aunque el total podría ser mayor allí debido a que el mareógrafo destruyó el mareógrafo. El oleaje y las olas crearon una nueva entrada al lavar una porción de Hatteras Island entre Hatteras y Frisco. Extraoficialmente llamada Isabel Inlet, la fractura era de 2000 pies (600 m) de ancho y 15 pies (5 m) de profundidad, y consistía en tres canales distintos. La formación de la entrada destruyó una parte de la autopista 12 de Carolina del Norte. y también lavó tres casas, dunas, líneas eléctricas y tuberías de servicios públicos. La nueva entrada destruyó todas las conexiones de servicios a Hatteras Village, aislando a los residentes allí. La marea de tormenta y las olas de Isabel también resultaron en una brecha entre Hatteras y Hatteras Inlet. La brecha, que casi se convirtió en una ensenada, se formó a partir del flujo de agua del océano a través de la isla, aunque no era lo suficientemente profundo para un flujo de agua constante. La violación ocurrió en un área sin carreteras ni casas, y tuvo poco impacto en los residentes de Hatteras.
El oleaje violento y la marejada causaron un exceso de lavado y una severa erosión de las playas a lo largo de los Outer Banks, con inundaciones en Ocracoke que supuestamente alcanzaron hasta la cintura. El huracán produjo un estimado de 4 pulgadas (100 mm) de lluvia en la mayoría de los Outer Banks, y Duck reportó un pico de 4,72 pulgadas (120 mm). Las ráfagas de viento en asociación con el huracán alcanzaron un máximo de 170 km/h en Ocracoke, y varios otros lugares informaron ráfagas de fuerza de huracán. El daño del viento y el agua en los Outer Banks fue extenso. Las fuertes olas y el oleaje provocado por el huracán Isabel derribaron entre 30 y 40 casas y varios moteles fuera de sus pilares. Dos familias que no evacuaron fueron casi arrastradas al mar cuando su casa fue destruida. El rescate local no pudo alcanzarlos; sin embargo, finalmente fueron capaces de alcanzar la seguridad. Las olas ásperas afectaron mucho a los muelles en Nags Head, Rodanthe y Frisco, y tres quedaron completamente destruidos. Varios lugares a lo largo de la carretera 12 de Carolina del Norte fueron parcialmente arrasados o cubiertos con escombros, y secciones de pavimento de 15 pies (4,5 m) a ambos lados de un puente cerca de Ocracoke fueron arrastradas por el agua. Las fuertes olas destruyeron una rampa de acceso a la playa, también. Varios miles de casas y negocios fueron dañados por el paso del huracán, y el daño en el condado de Dare ascendió a casi $ 350 millones (2003 USD, $ 466 millones en 2018 USD). En los Outer Banks, no se informaron muertes o lesiones.

###### Sureste de Carolina del Norte

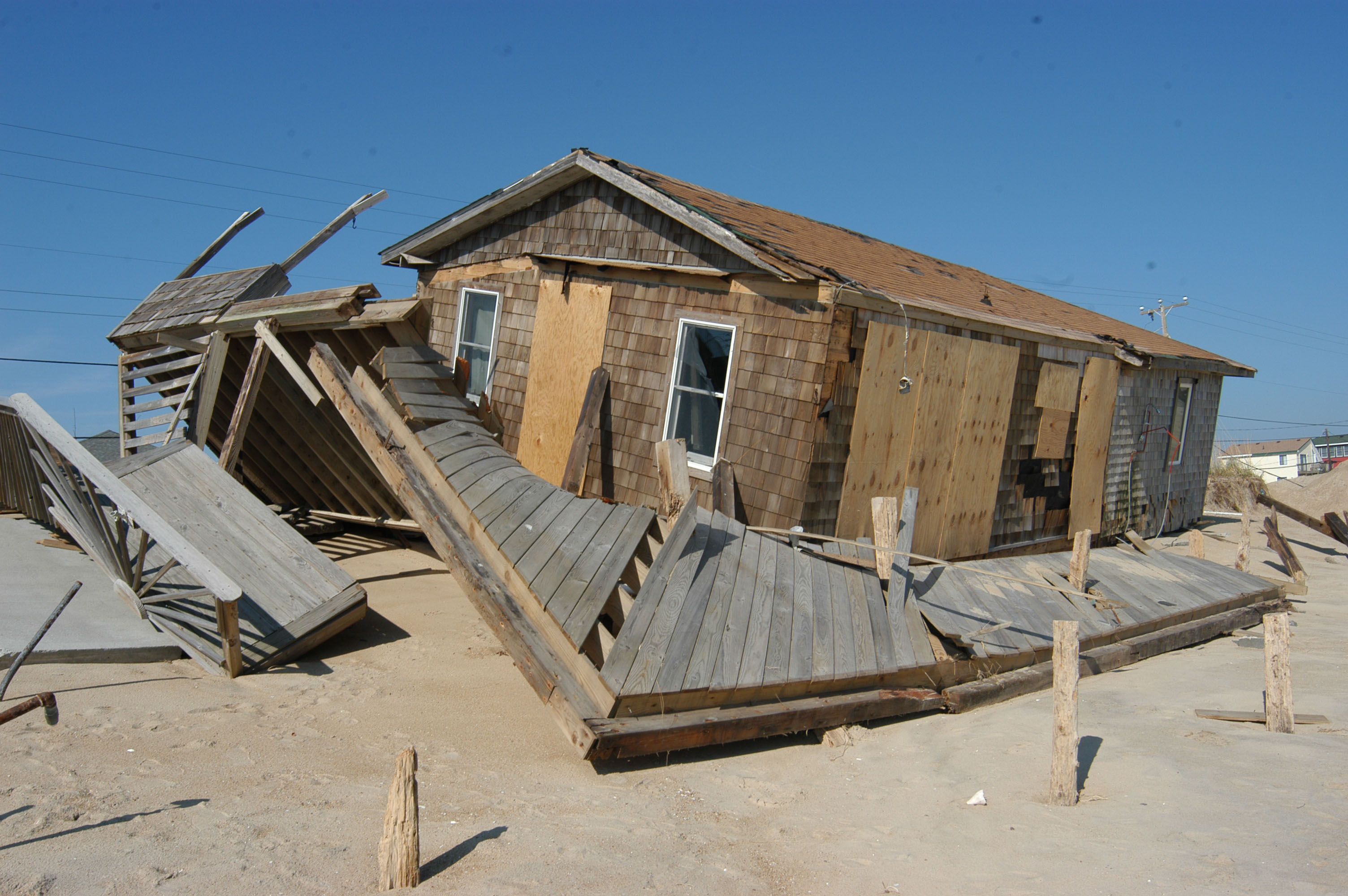
Casa destruida en el Banco Exterior

Los efectos del huracán Isabel fueron generalmente leves en la parte sureste del estado. Los vientos sostenidos alcanzaron las 72 mph (116 km/h) en alta mar en el Frying Pan Shoals, donde también se informó una ráfaga de 82 mph (132 km/h). Los vientos sostenidos fueron más ligeros a lo largo de la costa, alcanzando un máximo de 72 km/h en el Aeropuerto Internacional de Wilmington, mientras que las ráfagas alcanzaron 106 km/h en las instalaciones de la Autoridad Portuaria del Estado de Carolina del Norte en Wilmington. Las ráfagas de viento de la fuerza de tormenta tropical se registraron tan lejos tierra adentro como Lumberton, donde las ráfagas alcanzaron 52 mph (54 km/h). La gran circulación de Isabel arrojó lluvias moderadas a través del área, alcanzando un máximo de 4,51 pulgadas (115 mm) en Whiteville. Además, los radares meteorológicos estimados en más de 5 pulgadas (125 mm) de precipitación cayeron en porciones del condado de New Hanover. La lluvia provocó estancamiento en las carreteras, aunque no se reportaron inundaciones severas. Las mareas de tormenta fueron generalmente alrededor de 1 pie (0,3 m) por encima de lo normal, aunque Wilmington informó una marea de tormenta de 3,22 pies (1 m). Las olas agitadas causaron erosión moderada de la playa cerca de Cape Fear y erosión menor a lo largo de las playas orientadas al este al norte de Cape Fear. El daño fue menor en el sureste de Carolina del Norte. Los vientos moderados infligieron daños aislados en las placas y el revestimiento a lo largo de las islas de barrera. Los vientos derribaron varios árboles, algunos en autos y casas. También se informaron breves cortes de energía. La erosión de las playas dañó un puente en Bald Head Island. En el condado de Chowan, un estacionamiento comercial se encontraba bajo varios pies de agua debido a inundaciones repentinas. Una persona falleció indirectamente en el condado de Carteret cuando intentaba restaurar la electricidad.

###### Interior

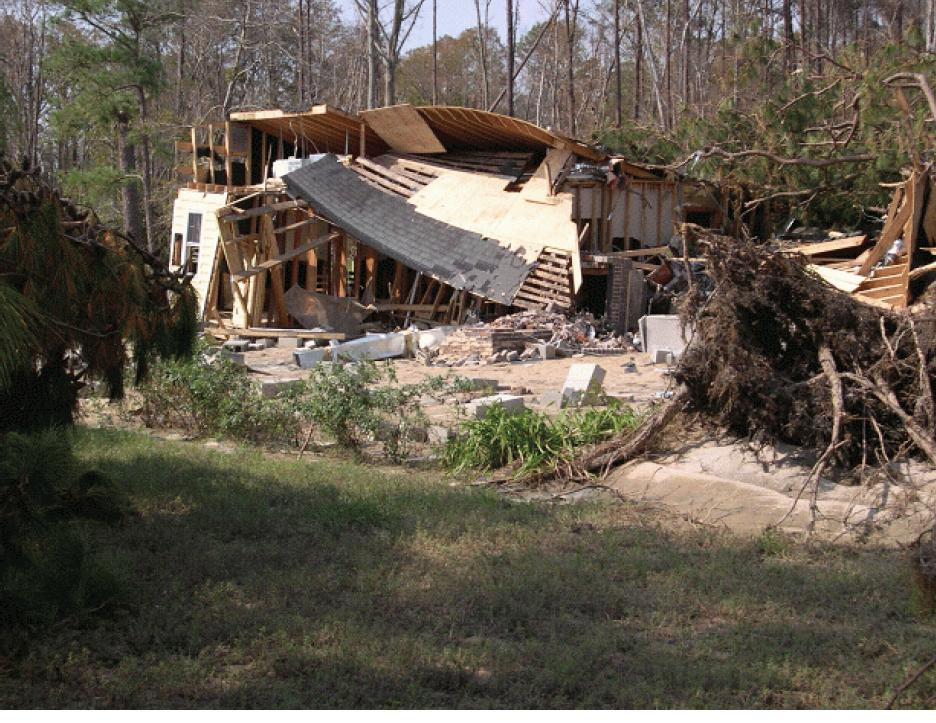
Daños mayores in Edenton

Isabel produjo fuertes vientos en todas las zonas del interior del este de Carolina del Norte. Plymouth, ubicado a 75 millas (120 km) de donde tocó tierra el huracán, reportó ráfagas a 95 mph (155 km/h). Los vientos sostenidos fueron más ligeros, con solo unos pocos lugares recibiendo vientos con fuerza de tormenta tropical. El paso del huracán provocó una precipitación moderada de hasta 6,02 pulgadas (153 mm) en Havelock. Al tocar tierra, Isabel produjo marejadas de tormenta de moderadas a severas a lo largo de los ríos Pamlico y Neuse, con una ubicación en el condado de Craven que informa una marea de tormenta de 10,5 pies (3,2 m) por encima de lo normal.
La fuerte marea de tempestad produjo mayores inundaciones en Harlowe y Oriental. Varios otros lugares también informaron inundaciones de calles y áreas bajas. El aumento del agua inundó muchas casas en el condado de Craven y en las porciones orientales de los condados de Carteret y Pamlico. El personal de emergencia realizó muchos rescates a personas que no habían evacuado y que quedaron atrapadas por las inundaciones de marejadas ciclónicas. Varios testigos oculares informaron que se mudaban casas, remolques y otros objetos a gran velocidad y hasta la cintura a muchos metros tierra adentro. A medida que el agua retrocedía, estos objetos fueron arrastrados hacia el sonido. A 5 a 8 pies (1,5 a 2,4 m) marejada golpeó la parte occidental de la Sound Albemarle, con significativa inundaciones aumento que ocurre al oeste de Edenton. Allí, el oleaje destruyó cuatro casas, dos de las cuales fueron movidas hasta a 20 pies (6,1 m) de sus cimientos de bloques de concreto. Casi el 60 por ciento de todos los hogares y negocios en el condado de Chowan sufrieron daños estructurales debido al viento, muchos de los cuales fueron el resultado de grandes árboles que cayeron. Una mujer murió cuando un árbol cayó sobre su vehículo en el condado de Chowan.

### Caribe y sudeste de los Estados Unidos

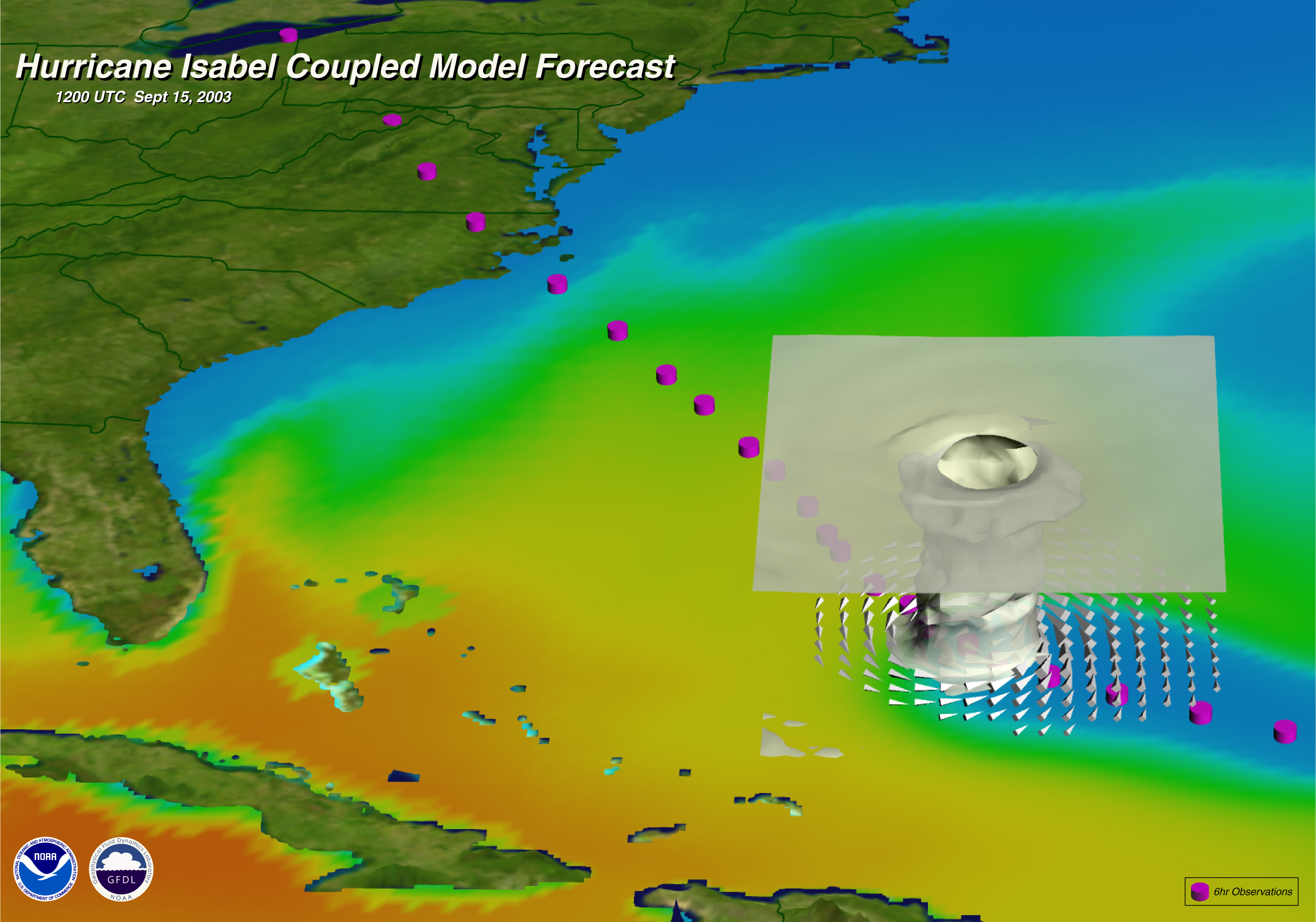
Visualización esquemática del huracán Isabel el 15 de septiembre de 2003 NOAA

Poderosas olas afectaron las costas en el norte de las Antillas Mayores. Fuertes olas también impactaron las Bahamas. Durante la mayoría de los huracanes, la localización de las Bahamas no permite que las fuertes olas impacten el sudeste de la Florida. Sin embargo, la combinación de la localización, velocidad, y fuerza de Isabel produjo fuertes olas que atravesaron el Canal Providence para luego entrar a un estrecho de 16 km en el sudeste de Florida y después impactar la costa de Florida; las olas que impactaron Florida medían 4,3 m de altura. Estas olas volcaron una embarcación en Boyton Beach, Florida e hirieron a dos personas. Un nadador fue rescatado de las olas en Juno Beach, Florida. En Palm Beach Country, Florida, fue reportada erosión menor en la playa. En el norte de este estado las olas alcanzaron alturas de 4,5 metros; esto causó que se tuviera que cerrar el muelle de Flager Beach dado al daño que le habían causado las olas. Las corrientes causadas por Isabel mataron a una persona que estaba surfeando en Nassau Country, Florida, e hicieron que 6 personas tuvieran que ser rescatadas de ellas. Las playas tuvieron que ser cerradas durante las peores mareas.
En el noreste de Carolina del Sur las bandas de lluvia exteriores de Isabel produjeron vientos que alcanzaron los 72 km/h en Myrtle Beach. Las precipitaciones fueron livianas, alcanzando los 34 mm en Loris. No hubo reportes de daños en este estado.

### Atlántico Medio
La marea causada por Isabel impactó gran parte de Virginia; las olas alcanzaron los 2,7 m de altura a lo largo del río James, y dañaron los hogares que se encontraban a la orilla del río. Los fuertes oleajes causados por Isabel desbordaron el dique que protegía el Túnel Midtown, los trabajadores que ahí estaban hicieron todo lo posible por cerrar la puerta; pero casi 176 millones de L de agua inundaron el túnel, mientras que los trabajadores apenas si pudieron escapar. Más adentro en tierra se registraron fuertes precipitaciones; la precipitación más intensa fue de 513 mm, esta ocurrió en Upper Sherando, Virginia; estas lluvias causaron serios daños y grandes inundaciones. Los vientos de Isabel destruyeron casi 1000 casas y dañaron otras 9000 más. El daño total en Virginia es calculado en 1850 millones de dólares, siendo Isabel uno de los ciclones tropicales más costosos en la historia de Virginia. El paso de Isabel por el estado resultó en 32 muertes, diez causadas directamente por Isabel y 22 indirectas.
Alrededor de 1,24 millones de personas se quedaron sin energía eléctrica en Maryland y en Washington D. C. El peor de los efectos de Isabel ahí lo causó la marea, qué inundó áreas cercanas a la costa, causando esto erosión grave en playas. En el este de Maryland cientos de construcciones fueron dañadas o destruidas, especialmente en el Condado Queen Anne, donde los daños fueron causados mayormente por inundaciones. Cientos de casas resultaron afectadas en el Centro de Maryland, se reportaron inundaciones en Baltimore y en Annápolis. En Washington D. C. se reportaron daños moderados, estos daños fueron causados mayormente por los fuertes vientos. El daño total en Maryland y en Washington fue de aproximadamente 700 millones de dólares (2003 USD); en estos estados solo se reportó una muerte, la cual fue causada por las inundaciones.

#### Delaware
Fuertes vientos del huracán produjo leves marejadas que alcanzaron 2,64 metros (8,66 pies) en Reedy Point, Delaware. Las olas fueron un levemente más grandes que lo normal, resultado con una erosión en la playa, especialmente en el Condado de Sussex. Olas de 5,18 m (17 pies) de altura fue informado en las cercanías de la costa. Las aguas atravesaron las dunas del sur de la Playa Bethany y muchos lugares a lo largo de la carretera Delaware Route 1 resultaron inundadas. La prolongada estancia de Isabel produjo viento a través de todo el estado, detectándose una velocidad promedio de 113 km/h (70 mph) en la bahía de Delaware. En tierra firme, los vientos llegaron a 100 km/h (62 mph) en Lewes. También hubo fuertes lluvias en la zona afectada, pero a su vez fue esporádica, acumulando 48 mm en Greenwood, lo que ocasionó el desborde de ríos, con 0,725 metros (2,38 pies) de agua en las cercanías del río Christina.
En el faro de Lewes, las olas destruyeron la parte baja de la estructura del faro, mientras que los fuertes vientos volaron la torre de observación. Un grupo de ocho voluntarios repararon rápidamente el daño. Los árboles cortaron las vías de comunicación y las líneas de energía eléctrica. Se informó que los cortes de energía relacionados con el huracán son los peores que han ocurrido en la historia. Se estima que al menos 15 mil personas se quedaron sin electricidad durante el huracán, incluyendo a 2500 personas en Dover, que es la capital del estado.
Debido a los fuertes vientos, las autoridades del tráfico vehicular redujeron la velocidad a 65 km/h (40 mph) sobre el puente Delaware Memorial. 62 carreteras en el estado fueron cerradas por las inundaciones, caídas de árboles o cables de transmisión eléctrica. Ocho caminos, incluyendo la carretera interestatal 13A se mantuvo cerrado por varios días, debido principalmente por las inundaciones. Las inundaciones afectaron las ciudades de Seaford, Blades, Bayview y Augustine Beach. Los parques estatales reportaron la caídas de árboles y varios daños en su infraestructura.
Tras el paso de la tormenta, se estimó las pérdidas materiales en US$ 40 millones y sin víctimas fatales por efectos del huracán.

## Repercusiones

### Estados Unidos

#### Carolina del Norte

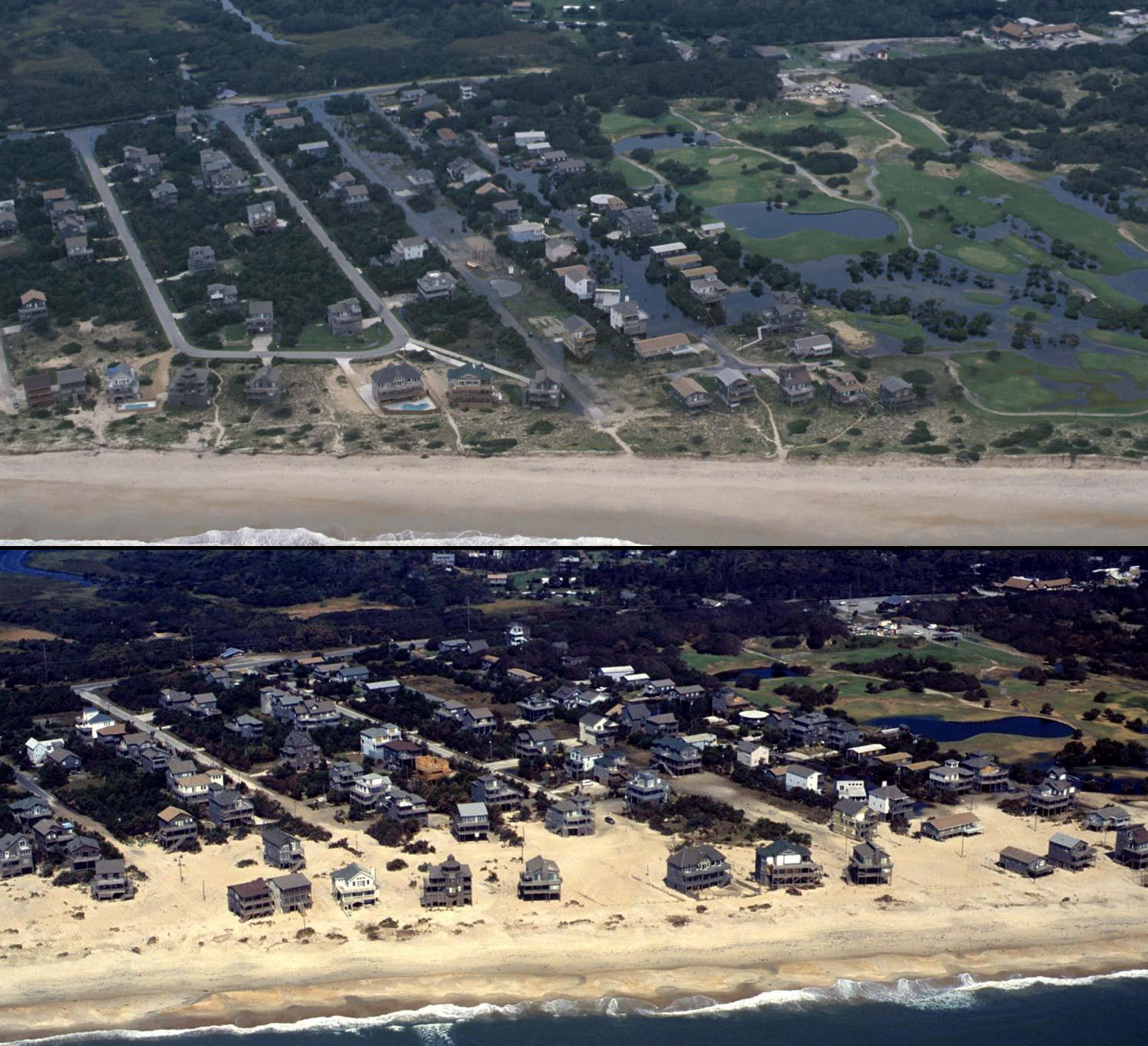
La isla de Hatteras antes y después de Isabel

Cientos de residentes se quedaron varados en Hatteras tras la formación del nuevo estrecho creado por las aguas. Varias partes de la carretera 12 de Carolina del Norte fueron parcialmente dañadas, lo cual retrasó los esfuerzos de recuperación en los Outer Banks. Algunas partes de la autopista se cerraron a un carril. El ferry entre la isla de Hatteras y la isla de Ocracoke fue cerrado temporalmente debido a los daños provocados por el huracán, aunque un ferry para pocos pasajeros había permanecido a disposición para los residentes del Valle de Hatteras. Las personas que no eran residentes no se les permitió estar en los Outer Banks durante dos semanas debido a las carreteras dañadas. Cuando se les permitió volver, muchos fueron a ver el nuevo estrecho, a pesar de que estaban a 1 milla (1,6 km) de la carretera más cercana.
Inicialmente, las soluciones para el nuevo estrecho como la construcción de un puente o un ferry fueron consideradas, a pesar de que estas soluciones fueron canceladas y propusieron llenar el nuevo estrecho con arena. Los geólogos se opusieron a la solución, e indicaron que los Outer Banks son dependientes a los estrechos provocados por los huracanes. Las operaciones de dragado iniciaron el 17 de octubre, un mes después del paso del huracán. El Servicio Geológico de los Estados Unidos utilizó arena del canal del ferry al suroeste de la Isla de Hatteras, una decisión hecha para minimizar el impacto a la vegetación acuática. El 22 de noviembre, alrededor de dos meses después del impacto del huracán, la carretera 12 de Carolina del Norte y la Isla de Hatteras se volvieron a abrir al acceso público. Ese mismo día, el ferry entre Hatteras y Ocracoke fue rellenado con arena, también.
Varios electricistas de todo el país llegaron al estado para ayudar a restaurar el servicio eléctrico, a pesar de que los apagones persistieron por varios días. Una compañía eléctrica restauró el servicio a un 68 % de sus clientes un día después de que Isabel pasó por el área. Cuatro días después de que Isabel tocó tierra, 83 000 personas estaban sin energía eléctrica.

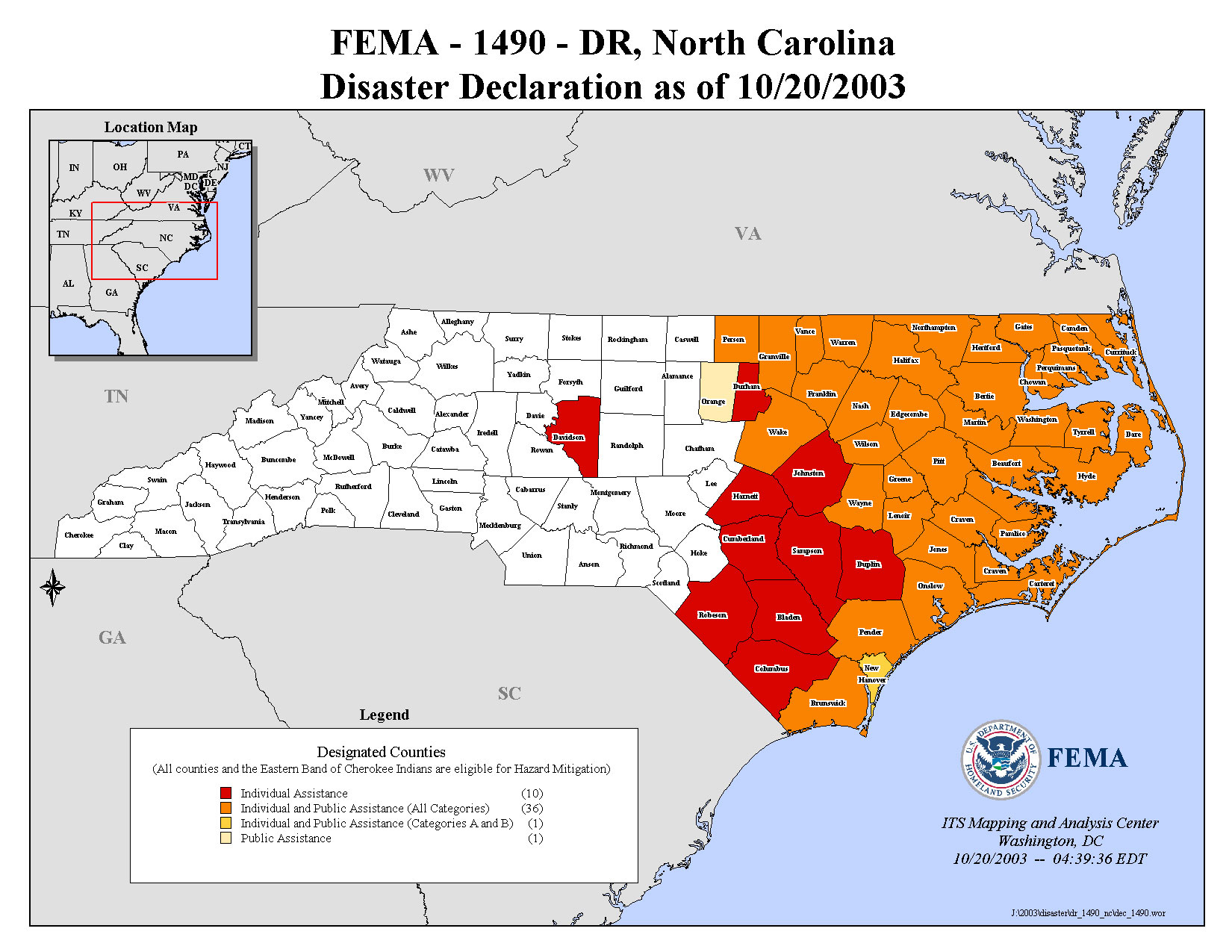
Los condados declarados como áreas de desastre

Horas después de que Isabel tocó tierra, el ex Presidente de los Estados Unidos George W. Bush emitió una declaración de desastre para 26 condados de Carolina del Norte, lo que permitió el uso de personal federal, equipos para salvar vidas y la entrega de láminas de plástico, tiendas de campaña, alimentos, agua, asistencia médica y otros suministros esenciales para el sostenimiento de la vida humana. La declaración también asignó fondos federales para la recuperación de los residentes afectados por el huracán, así como el suministro de fondos para los gobiernos estatales y locales para pagar el 75 % de los costos subvencionables para los servicios de remoción de escombros y los servicios de emergencia relacionados con el huracán. Cuatro días después de la declaración de emergencia, fueron enviados por correo cheques, los cuales fueron utilizados por los residentes para pagar por lo que no estaba cubierto por su seguro.
Cuatro días después de que Isabel tocó tierra, la Agencia Federal para el Manejo de Emergencias sirvió alrededor de 68 000 comidas para las familias afectadas. Más de una docena de centros de recuperación de desastres fueron inaugurados en todo el estado. La Agencia Federal para el Manejo de emergencias proporcionó 125 000 libras de hielo en los primeros días, y preparó 200 000 libras de hielo y 180 000 litros de agua para la semana siguiente para el resto de comunidades sin agua. Seis días después de que Isabel azotó el estado, todos los hospitales y todas las carreteras menos la carretera 12 de Carolina del Norte fueron reabiertos al público. La razón por la cual la carretera 12 de Carolina del Norte no había sido reabierta fue debido a los trabajadores limpiando la carretera de los escombros. Alrededor de un mes después del paso del huracán, 32 650 residentes de Carolina del Norte solicitaron ayuda federal. Declaraciones posteriores declararon 47 condados de Carolina del Norte como zonas de desastre. 12 semanas después de que el huracán pasó por el estado, 54 425 residentes de Carolina del Norte solicitaron ayuda federal, costando en total 152 millones de dólares (valor del dólar estadounidense en 2003, 184 millones de dólares en 2010).

#### Delaware
El 20 de septiembre, dos días después que el Huracán Isabel pasó el estado, la Gobernadora Ruth Minner hizo una petición formal para una declaración de desastre federal para el estado. Ese mismo día, el presidente George Bush declaró al estado de Delaware en catástrofe federal. Esto permitió acceder a fondos federales para desastres y recursos de emergencia para las familias y negocios, para reconstruir los daños ocasionados por el huracán.
Los oficiales estatales y federal abrieron un centro de asistencia para los afectados en Georgetown y Wilmington para asistir a las personas que sufrieron pérdidas durante el huracán Isabel y la tormenta Henri, que había azotado la zona días antes. Un total de 761 personas visitaron los centros de asistencias antes que fueran cerrados. Una semana después de la declaración de desastre, los residentes comenzaron a recibir los cheques que solicitaron como ayuda. A los dos meses del paso del huracán, 658 víctimas solicitaron asistencia por una cifra cercana a US$ 1 millón, además de aceptarse 141 préstamos bancarios. FEMA distribuyó cerca de US$ 2,5 millones en préstamos y recibió 183 préstamos para reparar o cambiar instalaciones públicas.
35 cuadrillas de apoyo eléctrico con contratistas, trabajaron para restaurar la electricidad. Tras dos días de la tormenta, 2 mil personas continuaban sin energía eléctrica en zonas apartadas del estado. Varias zonas de Dover permanecieron sin electricidad durante 30 horas.
Cerca de 200 voluntarios donaron tiempo, dinero y comida para entregarle acogida a las personas y familias que se vieron afectados por la tormenta. Equipos de apoyo de varios condados, transportaron cerca de 300 toneladas de escombros dejados por la tormenta. Dos carreras clasificatorias de la NASCAR fueron canceladas por el paso del huracán siendo corridas posteriormente.

### Nombre retirado
El 30 de abril de 2004, la Organización Meteorológica Mundial retiró el nombre Isabel de la lista como consecuencia de los daños y muertes causadas a su paso. El nombre fue sustituido por Ida para la temporada de huracanes del Atlántico de 2009. Los nombres Ina e Ivy también se sugirieron como posibles nombres de reemplazo.